# جاسم صادقي
جاسم صادقي (بالفارسية: جاسم صادقی) هو لاعب كرة قدم إيراني في مركز الوسط، ولد في 30 مارس 1986 في الأهواز في إيران. لعب مع نادي استقلال أهواز ونادي فولاد خوزستان.